# Joachim Winterlich
Joachim Winterlich (* 17. März 1942 in Kurort Oberwiesenthal) ist ein deutscher Skisprung-Trainer und ehemaliger Nordischer Kombinierer aus der DDR.
Von 1965 bis 1967 für den SC Traktor Oberwiesenthal startend, gelang ihm mit dem Erreichen des dritten Platzes in der Nordischen Kombination der Sprung aufs Siegertreppchen bei den nationalen DDR-Titelkämpfen.
Winterlich, der an der Deutschen Hochschule für Körperkultur studierte und 1977 seinen Abschluss erlangte (Titel seiner Diplomarbeit: „Qualifizierung des Nachwuchsprogrammes der 1. Förderstufe des DSLV der DDR für die Nordische Kombination“), war nach seiner eigenen sportlichen Karriere als Skisprung-Trainer tätig. Er trainierte Jens Weißflog und war Nationaltrainer und Assistenz-Trainer in mehreren Ländern. So betreute er als Trainer Italien bei der WM 1993 in Falun, war Coach der Mannschaften der DDR in den 1980er Jahren, der Schweiz in der zweiten Hälfte der 1990er Jahre und bis 2007 Kasachstans. Seinen dortigen Vertrag, der bis 2010 lief, erfüllte er jedoch nicht, sondern wechselte zum bulgarischen Verband, wo er seither Chef-Trainer der bulgarischen Mannschaft ist.
Winterlich trug auch abseits des Trainings zur Weiterentwicklung des Skispringens bei. Er wirkte bei der Umgestaltung der Schanzenanlage in Garmisch-Partenkirchen mit und war der Entwickler einer für die Sommerwettbewerbe im Skispringen bedeutsamen Glas-Keramik-Anlaufspur. Winterlich wurde zudem technischer Berater für Ski-Anlaufspur-Systeme der Firma CeramTec ETEC GmbH.